# Таймани

Народы Афганистана

Таймени (самоназвание — таймани, дари تیمنی) — один из иранских народов, населяющий северо-запад Афганистана. Учёные разделяют таймени на северных и южных (по границе водораздела рек Фарахруд и Герируд). Общая численность — около 507 тыс. человек. Говорят на диалектах дари и фарси. Входят в состав группы народов чараймаки (дари چار‌ایماق «четыре племени»). Таймени в основном исповедуют ислам суннитского толка (Рахимов 1999: 510).

## Язык
Таймани говорят на диалектах дари и фарси (персидского) языков. Исследователи отмечают, что характерным для таймани является наличие сильного тюркско-монгольского суперстрата.

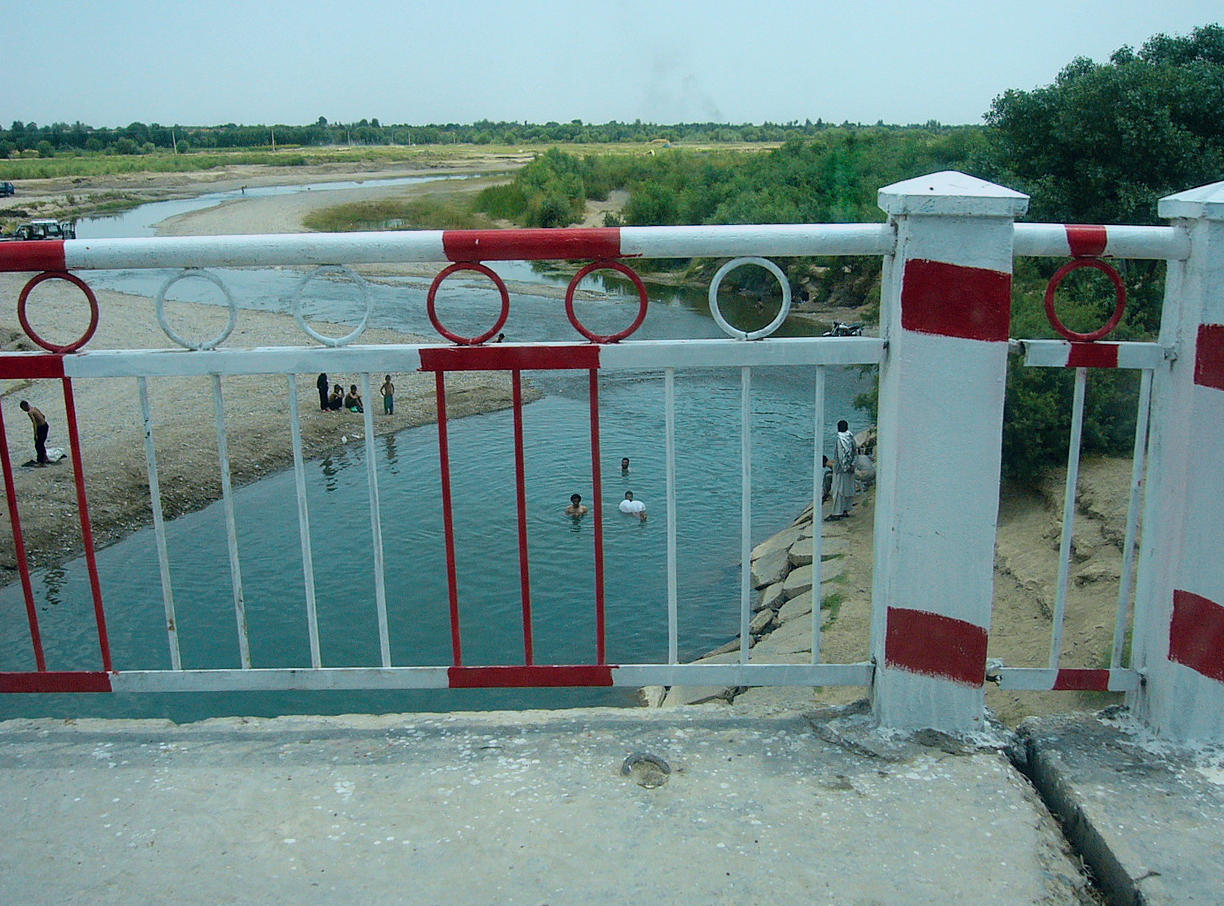
река Герируд

## Происхождение
В формировании участвовали монгольские, тюркские, иранские компоненты. Согласно мнению ряда исследователей, входят в число чараймакских племён, имеющих монгольское происхождение. В состав таймани входят следующие этногруппы:
- Кипчаки (дари قیپچاق) — тюркского происхождения;
- Дурзаи (дари دورزای) — пуштунского происхождения.

## Занятия
Основное занятие таймани — отгонное животноводство. Разводят овец и крупный рогатый скот. Также занимаются земледелием. Выращивают в основном зерновые культуры (Рахимов 1999: 510).

## Быт
Свои дома строят из камня и глины с соломенной крышей, обмазанной глиной. Летом в полях ставят шатры или юрты (по 20-30) прямоугольной формы. Занимаются производством цветного войлока, украшенного орнаментом (Кисляков 1962: 146).

## Одежда
Помимо штанов и рубахи, мужчины носят безрукавки, халат или бурку из белого войлока, колпак, чалму, шерстяные носки. Женщины носят рубаху, безрукавку , короткую паранджу (Рахимов 1999: 511).